# بريندان برادلي (ممثل)
بريندان برادلي (بالإنجليزية: Brendan Bradley)‏ مواليد 1983، هو ممثل ومخرج ومنتج وكاتب سيناريو أمريكي بدأ مسيرته الفنية سنة 2006.

## الأعمال

### مسلسلات
- الإبتدائية (2015)
- إن سي آي إس (2012)
- ويزردز أوف ويفرلي بليس (2012)
- وادي الموت (2011)

## روابط خارجية
- بريندان برادلي على موقع IMDb (الإنجليزية)
- بريندان برادلي على موقع ألو سيني (الفرنسية)
- بريندان برادلي على موقع ميوزك برينز (الإنجليزية)
- بريندان برادلي على موقع أول موفي (الإنجليزية)
- بريندان برادلي على موقع قاعدة بيانات الفيلم (الإنجليزية)
- بريندان برادلي على موقع كينوبويسك (الروسية)